# Helsingfors börshus

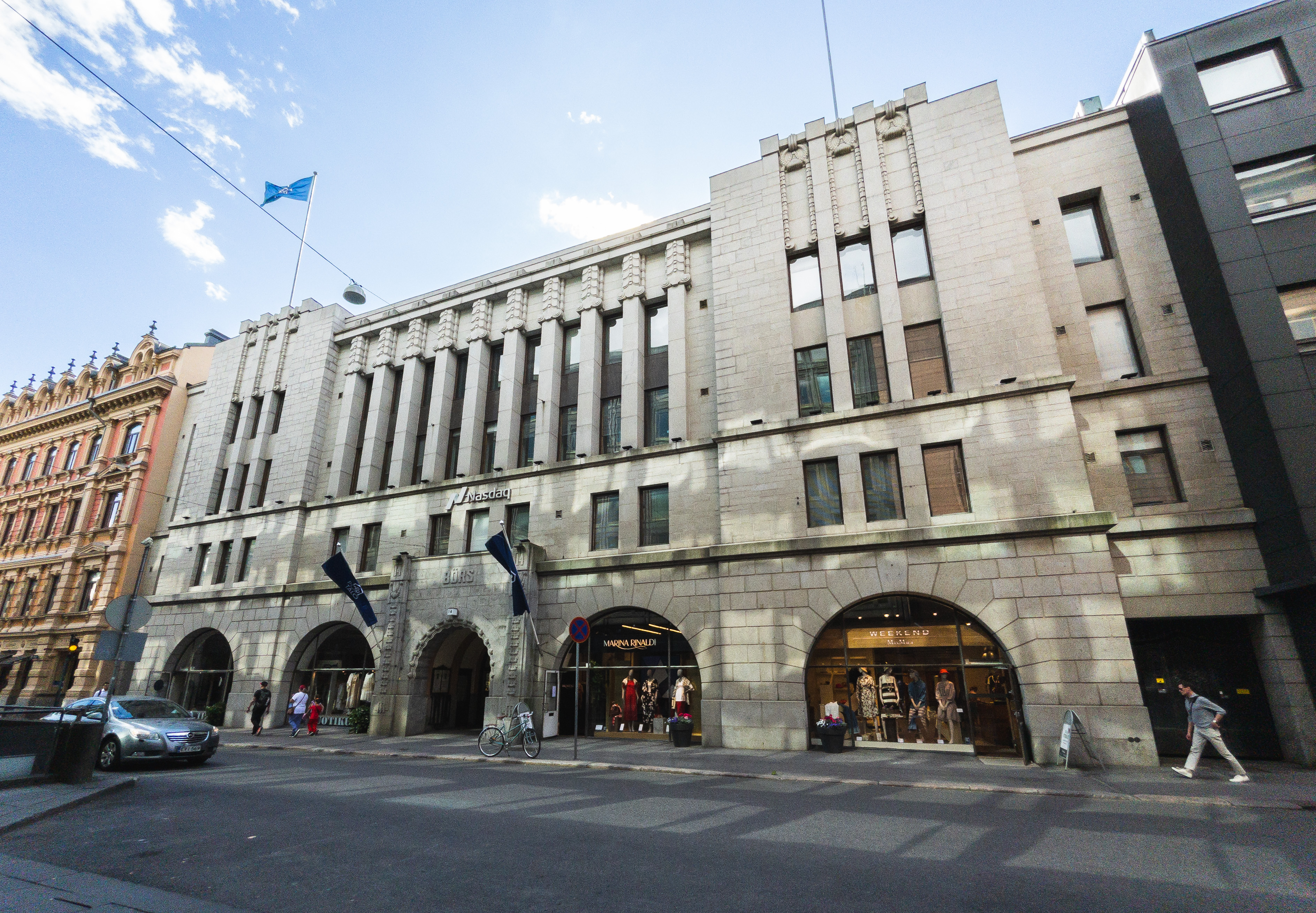
Helsingfors börshus.

Helsingfors börshus är en börsbyggnad i stadsdelen Gloet i centrala Helsingfors, uppförd 1911 i nationalromantisk stil efter ritningar av arkitekten Lars Sonck. 
Tanken på ett börshus i Helsingfors uppkom långt tidigare, och Carl Ludvig Engel gjorde ett förslag redan 1820, som aldrig förverkligades. När Börshuset öppnade 1912 inleddes verksamheten med att kommerserådet Julius Tallberg av bankir Winckelmann inköpte tio aktier i Finska föreningsbanken till priset 258 mark. Under åren 1912–1931 användes byggnaden även som sammanträdeslokal för Helsingfors stadsfullmäktige. Börshandeln i huset upphörde 1990 i och med handelns datorisering, men byggnaden som alltjämt ägs av Börsstiftelsen, används som säte för Helsingforsbörsen. I Börshuset verkar även en restaurang och den 1912 grundade Börsklubben.